# Пассарелла, Даниэль Альберто
Даниэ́ль Альбе́рто Пассаре́лла (исп. Daniel Alberto Passarella, родился 25 мая 1953 в Чакабуко, провинция Буэнос-Айрес, Аргентина) — аргентинский футболист и футбольный тренер, выступавший на позиции центрального защитника; в прошлом тренировал национальные сборные Аргентины и Уругвая. Единственный игрок сборной Аргентины, дважды выигрывавший чемпионаты мира (1978 и 1986 годы), на чемпионате мира 1978 года был капитаном сборной Аргентины. В 2009—2013 годах — президент аргентинского клуба «Ривер Плейт».
Пассарелла считается одним из величайших защитников в истории футбола и занимает 2-е место по числу голов, забитых защитником (134 гола в 451 матче), уступая только Рональду Куману. В 2004 году включён в список ФИФА 100, включавший 125 величайших живших тогда футболистов по версии ФИФА, в 2007 году занял 36-е место в рейтинге 50 самых жёстких футболистов по версии The Times, в 2017 году включён в список 100 величайших футболистов мира по версии журнала FourFourTwo (56-е место)

## Игровая карьера

### Клубная

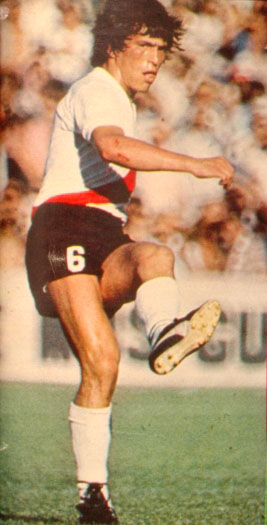
Пассарелла исполняет свободный удар в игре за «Ривер Плейт» в 1979 году

Даниэль начинал свою карьеру в «Сармьенто» из местечка Хунин, провинции Буэнос-Айрес. Оттуда он перешёл сначала в «Ривер Плейт», затем переехал в Италию, где успешно играл за клубы «Фиорентина» и «Интер». Свою карьеру игрока он завершил в «Ривер Плейте».
За свои лидерские и организаторские способности и вдохновенную игру он получил прозвища «El Gran Capitán» (Великий капитан) или «Кайзер». Пассарелла был очень опасным игроком, вошедшим в историю футбола как самый забивающий защитник, с 134 голами в 451 матче (этот рекорд позже побил голландец Рональд Куман).
В умении играть головой он не знал себе равных, при небольшом росте (173 см), выигрывая большинство верховых единоборств как в защите, так и в атаке. Правда, часто он пускал в ход локти в борьбе за мяч, при этом редко привлекая к этому моменту внимание арбитра.

### В сборной
Пассарелла был капитаном сборной Аргентины на домашнем чемпионате мира 1978 года и привёл сборную к победе: именно он первым из аргентинцев взял в руки Кубок мира ФИФА, получив его как капитан команды. В отборочном турнире КОНМЕБОЛ к чемпионату мира 1986 года в Мексике Пассарелла принял участие в голевой атаке на ворота сборной Перу: забитый Рикардо Гарекой гол в ворота перуанцев помог команде выйти на чемпионат мира.
Из-за приступа энтероколита Пассарелла не сыграл ни одного матча на чемпионате мира 1986 года, хотя был в заявке: в основном составе его заменил Хосе Луис Браун. Другой проблемой Пассареллы были холодные отношения с капитаном сборной Диего Марадоной и тренером Карлосом Билардо, которых Пассарелла обвинял в том, что они специально не выпускали его на поле и делали всё возможное, чтобы он не попал в стартовый состав. Тем не менее, Пассарелла стал чемпионом мира во второй раз и единственным двукратным чемпионом мира от Аргентины. Об этом своём достижении Пассарелла говорил: «У Аргентины есть 43 игрока, становившихся чемпионами мира, и 44 медали чемпионов мира» (исп. En Argentina hay 44 medallas de campeones del mundo para 43 jugadores).
В 1986 году завершил выступления в сборной.

## Тренерская карьера
После завершения карьеры игрока Пассарелла стал тренером «Ривер Плейта», с которым выиграл несколько чемпионских титулов. В сборной Аргентины он пришёл на смену Альфио Басиле и готовил команду к Чемпионату мира 1998, а также руководил ей на самом турнире во Франции. Успехи Аргентины больше не доходили до прежнего ожидаемого уровня. Команда потерпела поражение в четвертьфинале со счётом 2:1 от сборной Нидерландов. За время своего пребывания на посту тренера Аргентины Пассарелла прославился тем, что не брал в команду тех, кто, по его мнению, имел слишком длинные волосы или был гомосексуалистом. Это хорошо заметно по игрокам «бело-голубых», которые коротко стриглись при Пассарелле и отпустили волосы после его ухода (особенно заметно это на примере Эрнана Креспо и Хуана Пабло Сорина). После чемпионата Пассарелла уступил место у руля сборной Марсело Бьелсе.
Пассарелла стал тренером сборной Уругвая, но покинул свой пост во время квалификации к Чемпионату мира 2002 после того, как у него возникли проблемы с вызовом в сборную игроков из уругвайского чемпионата. После этого эпизода Пассарелла на короткий и неудачный период возглавил итальянскую «Парму» в 2001 году.
В 2003 году он выиграл чемпионат Мексики с командой «Монтеррей». В марте 2004 года Пеле включил Пассареллу в список 125 величайших из ныне живущих футболистов. Вскоре Пассарелла возглавил бразильский «Коринтианс», однако был уволен после полосы ужасных результатов.
9 января 2006 года он после двенадцати лет вновь возглавил «Ривер Плейт» в связи с неожиданной отставкой тренера команды Рейналдо Мерло. 15 ноября 2007 года Пассарелла подал в отставку после сенсационного поражения «миллионеров» от «Арсенала» (Саранди) в полуфинале Южноамериканского кубка 2007 года.
Летом 2018 года Пассарелла рассматривался как главный претендент на должность тренера мексиканского «Монтеррея» после отставки Антонио Мохамеда, однако в итоге руководство клуба отдало предпочтение Диего Алонсо.

## Статистика

### Клубная
| Клуб             | Сезон            | Чемпионат        | Чемпионат | Чемпионат | Кубок | Кубок | Континентальный турнир | Континентальный турнир | Итого | Итого |
| Клуб             | Сезон            | Дивизион         | Игры      | Голы      | Игры  | Голы  | Игры                   | Голы                   | Игры  | Голы  |
| ---------------- | ---------------- | ---------------- | --------- | --------- | ----- | ----- | ---------------------- | ---------------------- | ----- | ----- |
| Ривер Плейт      | 1974             | Примера Дивисьон | 22        | 5         | -     | -     | -                      | -                      | 22    | 5     |
| Ривер Плейт      | 1975             | Примера Дивисьон | 29        | 9         | -     | -     | -                      | -                      | 29    | 9     |
| Ривер Плейт      | 1976             | Примера Дивисьон | 35        | 24        | -     | -     |                        | 1                      | 35    | 24    |
| Ривер Плейт      | 1977             | Примера Дивисьон | 40        | 13        | -     | -     |                        | 1                      | 40    | 13    |
| Ривер Плейт      | 1978             | Примера Дивисьон | 19        | 4         | -     | -     |                        | 1                      | 19    | 4     |
| Ривер Плейт      | 1979             | Примера Дивисьон | 38        | 9         | -     | -     | -                      | -                      | 38    | 9     |
| Ривер Плейт      | 1980             | Примера Дивисьон | 41        | 12        | -     | -     |                        | 0                      | 41    | 12    |
| Ривер Плейт      | 1981             | Примера Дивисьон | 42        | 14        | -     | -     |                        | 1                      | 42    | 14    |
| Ривер Плейт      | Итого            | Итого            | 266       | 90        | 0     | 0     |                        | 4                      |       | 94    |
| Фиорентина       | 1982/1983        | Серия A          | 27        | 3         | 5     | 0     | 2                      | 0                      | 34    | 3     |
| Фиорентина       | 1983/1984        | Серия A          | 27        | 7         | 7     | 1     | -                      | -                      | 34    | 8     |
| Фиорентина       | 1984/1985        | Серия A          | 26        | 5         | 6     | 3     | 3                      | 1                      | 35    | 9     |
| Фиорентина       | 1985/1986        | Серия A          | 29        | 11        | 7     | 4     | -                      | -                      | 36    | 15    |
| Фиорентина       | Итого            | Итого            | 109       | 26        | 25    | 8     | 5                      | 1                      | 139   | 35    |
| Интернационале   | 1986/1987        | Серия A          | 23        | 3         | 8     | 4     | 7                      | 1                      | 38    | 8     |
| Интернационале   | 1987/1988        | Серия A          | 21        | 6         | 8     | 1     | 6                      | 0                      | 35    | 7     |
| Интернационале   | Итого            | Итого            | 44        | 9         | 16    | 5     | 13                     | 1                      | 73    | 15    |
| Ривер Плейт      | 1988/89          | Примера Дивисьон | 32        | 9         | -     | -     | -                      | -                      | 32    | 9     |
| Итого за карьеру | Итого за карьеру | Итого за карьеру | 451       | 134       | 41    | 13    |                        | 6                      |       | 153   |

### В сборной
Данные приводятся по RSSSF
| Аргентина |      |      |
| Год       | Игры | Голы |
| 1976      | 6    | 2    |
| 1977      | 7    | 3    |
| 1978      | 13   | 4    |
| 1979      | 11   | 5    |
| 1980      | 9    | 3    |
| 1981      | 4    | 1    |
| 1982      | 9    | 3    |
| 1983      | 0    | 0    |
| 1984      | 0    | 0    |
| 1985      | 8    | 1    |
| 1986      | 3    | 0    |
| Итого     | 70   | 22   |

#### Голы за сборную
В таблице ниже указаны все голы Даниэля Альберто Пассареллы за сборную. Голы сборной Аргентины идут первыми
| #  | Дата             | Место                                                    | Противник | Счёт после гола | Итоговый счёт | Турнир                             |
| -- | ---------------- | -------------------------------------------------------- | --------- | --------------- | ------------- | ---------------------------------- |
| 1  | 28 октября 1976  | Лима, Перу                                               | Перу      | 2-1             | 3-1           | Товарищеский матч                  |
| 2  | 10 ноября 1976   | Хосе Амальфитани, Буэнос-Айрес, Аргентина                | Перу      | 1-0             | 1-0           | Товарищеский матч                  |
| 3  | 5 июня 1977      | Ла Бомбонера, Буэнос-Айрес, Аргентина                    | ФРГ       | 1-3             | 1-3           | Товарищеский матч                  |
| 4  | 18 июня 1977     | Ла Бомбонера, Буэнос-Айрес, Аргентина                    | Шотландия | 1-1             | 1-1           | Товарищеский матч                  |
| 5  | 3 июля 1977      | Ла Бомбонера, Буэнос-Айрес, Аргентина                    | Югославия | 1-0             | 1-0           | Товарищеский матч                  |
| 6  | 23 марта 1978    | Национальный стадион, Лима, Перу                         | Перу      | 2-0             | 3-1           | Товарищеский матч                  |
| 7  | 5 апреля 1978    | Ла Бомбонера, Буэнос-Айрес, Аргентина                    | Румыния   | 1-0             | 2-0           | Товарищеский матч                  |
| 8  | 5 апреля 1978    | Ла Бомбонера, Буэнос-Айрес, Аргентина                    | Румыния   | 1-0             | 2-0           | Товарищеский матч                  |
| 9  | 6 июня 1978      | Монументаль, Буэнос-Айрес, Аргентина                     | Франция   | 1-0             | 2-1           | Чемпионат мира 1978                |
| 10 | 25 апреля 1979   | Монументаль, Буэнос-Айрес, Аргентина                     | Болгария  | 2-1             | 2-1           | Товарищеский матч                  |
| 11 | 26 мая 1979      | Олимпийский стадион, Рим, Италия                         | Италия    | 2-2             | 2-2           | Товарищеский матч                  |
| 12 | 8 августа 1979   | Монументаль, Буэнос-Айрес, Аргентина                     | Боливия   | 1-0             | 3-0           | Кубок Америки 1979                 |
| 13 | 23 августа 1979  | Монументаль, Буэнос-Айрес, Аргентина                     | Бразилия  | 1-1             | 2-2           | Кубок Америки 1979                 |
| 14 | 16 сентября 1979 | Црвена Звезда, Белград, СФРЮ                             | Югославия | 1-3             | 2-4           | Товарищеский матч                  |
| 15 | 13 мая 1980      | Уэмбли, Лондон, Англия                                   | Англия    | 1-2             | 1-3           | Товарищеский матч                  |
| 16 | 12 октября 1980  | Монументаль, Буэнос-Айрес, Аргентина                     | Польша    | 1-0             | 2-1           | Товарищеский матч                  |
| 17 | 16 декабря 1980  | Олимпико Шато Каррерас, Кордова, Аргентина               | Швейцария | 5-0             | 5-0           | Товарищеский матч                  |
| 18 | 28 октября 1981  | Монументаль, Буэнос-Айрес, Аргентина                     | Польша    | 1-0             | 1-2           | Товарищеский матч                  |
| 19 | 5 мая 1982       | Хосе Амальфитани, Буэнос-Айрес, Аргентина                | Болгария  | 2-1             | 2-1           | Товарищеский матч                  |
| 20 | 23 июня 1982     | Хосе Рико Перес, Аликанте, Испания                       | Сальвадор | 1-0             | 2-0           | Чемпионат мира 1982                |
| 21 | 29 июня 1982     | Саррия, Барселона, Испания                               | Италия    | 1-2             | 1-2           | Чемпионат мира 1982                |
| 22 | 26 мая 1985      | Полидепортиво де Пуэбло-Нуэво, Сан-Кристобаль, Венесуэла | Венесуэла | 2-1             | 3-2           | Чемпионат мира 1986 (квалификация) |

## Достижения игрока

### Клубные
- Чемпион Аргентины: Метрополитано 1975, Насьональ 1975, Метрополитано 1977, Метрополитано 1979[исп.], Насьональ 1979[англ.], Метрополитано 1980[исп.], Насьональ 1981[англ.] (все — «Ривер Плейт»)
- Финалист Кубка Либертадорес: 1979 («Ривер Плейт»)

### В сборной
- Чемпион мира: 1978, 1986

### Личные
- Футболист года в Аргентине: 1976
- Член символической сборной чемпионата мира ФИФА: 1978[13]
- Включён в список ФИФА 100: 2004[14]
- Лауреат премии Golden Foot Legends Award: 2015[15]
- Член символической сборной Аргентины всех времён по версии Ассоциации футбола Аргентины: 2015[16]
- Включён в список 100 величайших футболистов по версии журнала World Soccer[17]
- Член символической сборной футбольного клуба «Фиорентина»[18]

## Достижения тренера

### Клубные
- Чемпион Аргентины: 1989/1990, Апертура 1991, Апертура 1993 (все — «Ривер Плейт»)
- Чемпион Мексики: Клаусура 2003 («Монтеррей»)

### В сборной
- Серебряный призёр летних Олимпийских игр: 1996

### Личные
- Футбольный тренер года в Южной Америке: 1997